# Rill
Koordinaten: 51° 36′ N, 6° 32′ O
Die Siedlung Rill gehört zum Ortsteil Menzelen der Gemeinde Alpen im Kreis Wesel am unteren linken Niederrhein.

## Geschichte

### Das fränkische Gräberfeld

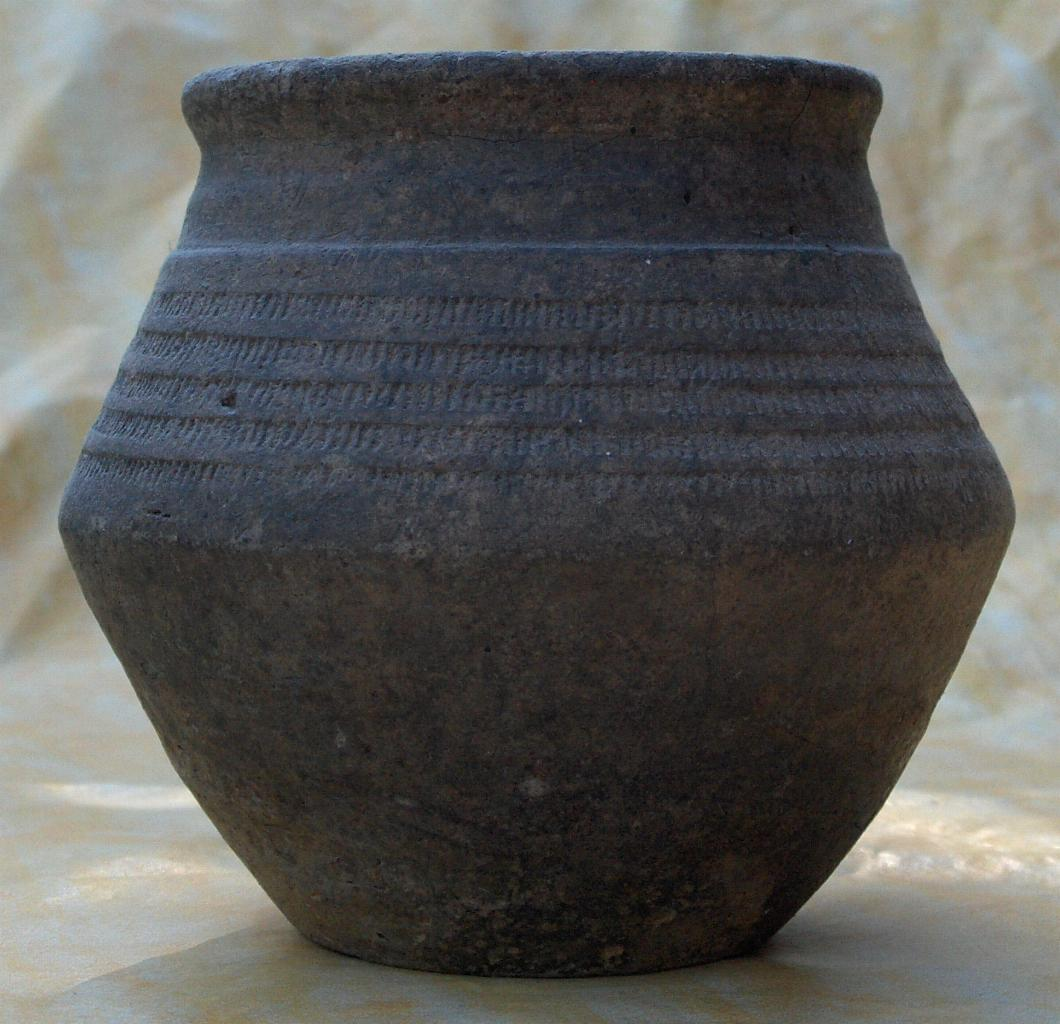
Fränkischer Knickwandtopf aus Rill, um 620 n. Chr.

Bei Arbeiten in einer kleinen Riller Sandgrube fand man seit 1916 häufiger merowingerzeitliche Gräber. Unter der Leitung von Albert Steeger wurde vom Rheinischen Landesmuseum Bonn aus in den 1930er Jahren das restliche Gräberfeld untersucht, wobei noch 80 Bestattungen aufgedeckt wurden.
Die Gräber lassen sich im Wesentlichen in die Zeit von 585 bis 670 n. Chr. einordnen. Nach vielen Einzelfunden aus zuvor unbeabsichtigt zerstörten Gräbern ist von einer Belegung von etwa 440 bis 740 n. Chr. auszugehen. Die hohe Zahl der Einzelfunde lässt auf mindestens 200 weitere Bestattungen schließen. Daher war Rill wohl kaum ein Bestattungsplatz nur eines Hofes, sondern eher einer größeren Siedlung.
Nach Mitte des 8. Jahrhunderts werden in Rill mehrere Baumsargbestattungen angelegt mit handgemachten Kugeltöpfen als Grabbeigaben. Der Bearbeiter der Funde, Frank Siegmund, äußerte die Vermutung, dass die Baumsarggräber von einer fremden Bevölkerungsgruppe stammen.
Die Lage des Gräberfeldes in Rill auf dem Osthang einer Kuppe von 23 Meter über NN – der höchsten Erhebung der Umgebung – ist typisch für viele Anlagen aus der fränkischen Zeit. Vieles spricht dafür, dass sich unterhalb des Friedhofs an einem kleinen Bachlauf (Schwarzer Graben) eine zugehörige große Hofanlage oder kleine Siedlung befand, die ihre Fortsetzung in einem niederrheinischen Gehöft bis ins 19. Jahrhundert hatte (Klotenshof). Siedlungsmöglichkeiten gab es in dieser Zeit nur auf höher gelegenen Stellen (Brinken und Spyken), die einigermaßen vor dem Hochwasser geschützt waren.

### Urkundliche Erwähnung
Der Ortsname Rill taucht 1184 erstmals auf, als in einer Urkunde des Kölner Erzbischofs ein Henrico de Rele als Zeuge genannt wird. Dies ist dieselbe Urkunde, in der die Landschaft Bönninghardt zum ersten Mal erwähnt wird.

### Streit um den Riller Zehnt
Im 17. Jahrhundert bestand ein wesentlicher Teil der Alpener Pfarreinkünfte aus dem Zehnt zu Rill. Die Bauerschaft gehörte nicht zur Herrschaft Alpen, sondern zur Vogtei Menzelen und war unmittelbar kurkölnisch. Dieser Zehnt, der z. B. aus gedroschendem Korn bestand, gab immer wieder Anlass zu Streitereien mit den kurkölnischen Beamten aus Rheinberg, die den Zehnt für sich in Anspruch nahmen – ein Zwist, in dem erstmal die Rheinberger vom eingeschalteten Gericht Recht bekamen. 1755 wird wieder verzeichnet, dass der Zehnt, bestehend aus 60 Malter Getreide, an den Pfarrer von Alpen geliefert wurde.

### Riller Siedlung nach dem Ersten Weltkrieg
Nach dem Ersten Weltkrieg entstand die sog. Riller Siedlung. Sie diente zunächst als Unterkunft für belgische Besatzungstruppen.

### Die Brücke über die Riller Woy
Ein Merkmal Rills war die Brücke über die Riller Woy, Anfang des 19. Jahrhunderts noch als Pfahlbaubrücke gebaut, die durch eine Betonbrücke mit einer Höhe von 10 m und einer Spannweite von 50 m ersetzt wurde. Diese Brücke fiel in den letzten Kriegswochen (März 1945) einer Sprengung zum Opfer.

## Einzelbelege
1. ↑  Albert Steeger, Der fränkische Friedhof in Rill bei Xanten. Bonner Jahrbücher 148, 1948, S. 249–298.
2. ↑  Frank Siegmund, Merowingerzeit am Niederrhein. Rheinische Ausgrabungen 34. Rheinland-Verlag, Köln 1989. ISBN 3-7927-1247-4, S. 360–384.
3. ↑  Frank Siegmund: Merowingerzeit am Niederrhein. Rheinische Ausgrabungen 34. Rheinland-Verlag, Köln 1998. ISBN 3-7927-1247-4, S. 159–163.